# Qualificazioni al campionato europeo femminile di pallavolo 2009
Le qualificazioni per il campionato europeo femminile di pallavolo 2009, le cui fasi finali si sono tenute in Polonia, si sono svolte tra il mese di maggio e settembre 2008. Hanno partecipato 28 squadre nazionali europee.
Dopo il primo turno, le squadre sono state divise in 6 gruppi da 4: le vincenti di ogni girone sono state ammesse agli europei mentre le seconde classificate hanno disputato i play-off. In totale 9 squadre hanno ottenuto la qualificazione.
La Gran Bretagna partecipa alle qualificazioni con una squadra unificata e quindi con le rappresentative di Inghilterra, Galles, Irlanda del Nord e Scozia.

## Squadre partecipanti
| - Albania - Austria - Azerbaigian - Bielorussia - Bosnia ed Erzegovina - Bulgaria - Croazia | - Estonia - Finlandia - Francia - Georgia - Grecia - Islanda - Israele | - Macedonia - Moldavia - Montenegro - Norvegia - Portogallo - Rep. Ceca - Regno Unito | - Romania - Slovacchia - Slovenia - Spagna - Turchia - Ucraina - Ungheria |

## Primo fase

### Squadre partecipanti
- Albania
- Estonia
- Georgia
- Islanda
- Macedonia
- Montenegro
- Norvegia
- Regno Unito

### Qualificate alla seconda fase
- Macedonia
- Estonia
- Montenegro
- Albania

## Seconda fase

### Squadre partecipanti
| - Albania - Austria - Azerbaigian - Bielorussia - Bosnia ed Erzegovina - Bulgaria | - Croazia - Estonia - Finlandia - Francia - Grecia - Israele | - Macedonia - Moldavia - Montenegro - Portogallo - Rep. Ceca - Romania | - Slovacchia - Slovenia - Spagna - Turchia - Ucraina - Ungheria |

### Gironi
| Gruppo A                                           | Gruppo B                            | Gruppo C                             | Gruppo D                             | Gruppo E                           | Gruppo F                          |
| -------------------------------------------------- | ----------------------------------- | ------------------------------------ | ------------------------------------ | ---------------------------------- | --------------------------------- |
| Bosnia ed Erzegovina Portogallo Slovacchia Ucraina | Albania Moldavia Rep. Ceca Slovenia | Azerbaigian Macedonia Romania Spagna | Austria Bielorussia Francia Ungheria | Bulgaria Croazia Estonia Finlandia | Grecia Israele Montenegro Turchia |

### Qualificate agli europei
- Slovacchia
- Rep. Ceca
- Spagna
- Francia
- Bulgaria
- Turchia

### Qualificate alla terza fase
- Ucraina
- Slovenia
- Azerbaigian
- Bielorussia
- Croazia
- Grecia

## Terza fase

### Squadre partecipanti
- Azerbaigian
- Bielorussia
- Croazia
- Grecia
- Slovenia
- Ucraina

### Qualificate agli europei
- Bielorussia
- Azerbaigian
- Croazia

## Tutte le squadre qualificate al campionato europeo
- Polonia (paese organizzatore)
- Italia (1º posto nel campionato europeo 2007)
- Serbia (2º posto nel campionato europeo 2007)
- Russia (3º posto nel campionato europeo 2007)
- Paesi Bassi (5º posto nel campionato europeo 2007)
- Germania (6º posto nel campionato europeo 2007)
- Belgio (7º posto nel campionato europeo 2007)
- Slovacchia (1º posto nel torneo qualificazione Girone A)
- Rep. Ceca (1º posto nel torneo qualificazione Girone B)
- Spagna (1º posto nel torneo qualificazione Girone C)
- Francia (1º posto nel torneo qualificazione Girone D)
- Bulgaria (1º posto nel torneo qualificazione Girone E)
- Turchia (1º posto nel torneo qualificazione Girone F)
- Azerbaigian (Spareggio)
- Bielorussia (Spareggio)
- Croazia (Spareggio)